# Tamás Bognár

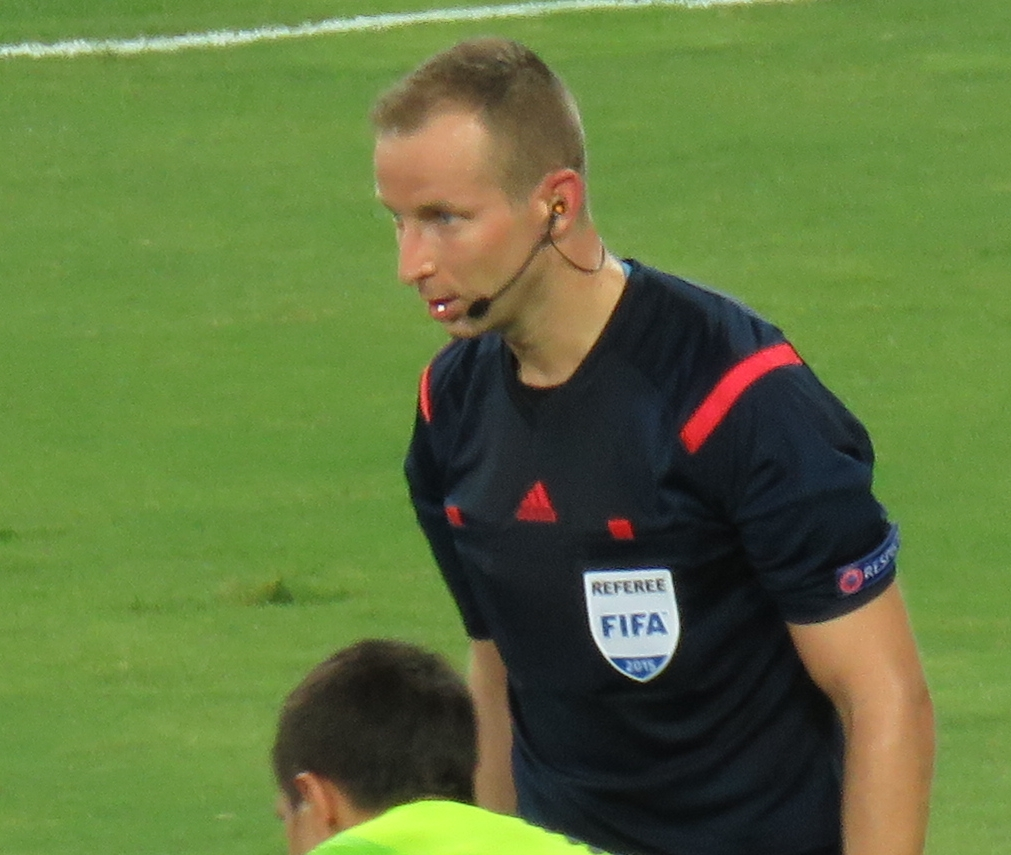
Tamás Bognár (2015)

Tamás Bognár (* 18. November 1978 in Sárvár) ist ein ungarischer Fußballschiedsrichter.
Seit 2009 steht er auf der Liste der FIFA-Schiedsrichter und leitet internationale Fußballspiele.
In der Saison 2015/16 leitete Bognár erstmals Spiele in der Europa League, bisher noch keine Spiele in der Champions League, aber in der Qualifikation zu beiden Wettbewerben. Zudem pfiff er bereits Partien in der Nations League, in der EM-Qualifikation für die Europameisterschaft 2012, EM 2016 und EM 2021, in der europäischen WM-Qualifikation für die Weltmeisterschaft 2014 in Brasilien, die WM 2018 in Russland und die WM 2022 in Katar sowie Freundschaftsspiele.
Bei der Europameisterschaft 2012 in Polen und der Ukraine und bei der Europameisterschaft 2016 in Frankreich war Bognár jeweils Torrichter im Team von Viktor Kassai.
Zudem war er bei der U-19-Europameisterschaft 2011 in Rumänien, bei der U-19-Europameisterschaft 2014 in Ungarn und bei der U-19-Europameisterschaft 2015 in Griechenland im Einsatz.